# هوكاني عليا (مقاطعة دالاهو)
هوكاني عليا (بالفارسية: هوکانی علیا) هي قرية تقع في قسم حومة كرند الريفي (مقاطعة دالاهو) في إيران. يقدر عدد سكانها بـ 86 نسمة بحسب إحصاء 2016.